# Night Songs
Night Songs — дебютный альбом американской рок-группы Cinderella, изданный в 1986 году. Альбом достиг 3 строчки в Billboard 200.

## Список композиций
Слова и музыка всех песен — Том Кифер.
| №   | Название               | Длительность |
| --- | ---------------------- | ------------ |
| 1.  | «Night Songs»          | 4:12         |
| 2.  | «Shake Me»             | 3:44         |
| 3.  | «Nobody’s Fool»        | 4:49         |
| 4.  | «Nothin' for Nothin»   | 3:33         |
| 5.  | «Once Around the Ride» | 3:22         |
| 6.  | «Hell on Wheels»       | 2:49         |
| 7.  | «Somebody Save Me»     | 3:16         |
| 8.  | «In from the Outside»  | 4:07         |
| 9.  | «Push, Push»           | 2:52         |
| 10. | «Back Home Again»      | 3:30         |

## Участники записи
Cinderella
- Том Кифер — вокал, гитара, фортепиано
- Джефф ЛаБар — соло-гитара
- Эрик Бриттингэм — бас-гитара
- Фред Коури — ударные (указан)
- Джим Дрнек — ударные (начальные сессии)

Дополнительные музыканты
- Барри Беннедетта — шреддинг в «Gravity»
- Джефф Пэрис — клавишные
- Джоди Кортес — ударные
- Тони Миллз — бэк-вокал (указан)
- Джон Бон Джови — бэк-вокал в «Nothing for Nothin» и «In From the Outside» (указан)

## Сертификации
| Регион                                                      | Сертификация  | Продажи    |
| ----------------------------------------------------------- | ------------- | ---------- |
| США (RIAA)                                                  | 3× Платиновый | 3 000 000^ |
| Канада (Music Canada)                                       | Платиновый    | 100 000^   |
| ^ Данные о тиражах приведены только на основе сертификации. |               |            |